# 科罗纳多湾
科罗纳多湾（Coronado Bay）是哥斯达黎加太平洋海岸的一个海湾，位于奥萨半岛的西北方。